# フランソワ＝アルフレッド・ドロブ
フランソワ＝アルフレッド・ドロブ（François-Alfred Delobbe、1835年10月13日 - 1920年2月10日）はフランスの画家である。写実主義の画家で、ブルターニュの人物を描いた。

## 略歴
パリで生まれた。16歳でエコール・デ・ボザールに入学し、トマ・クチュールやウィリアム・アドルフ・ブグローに学んだ。1861年からサロン・ド・パリに出展を始めた。1870年代半ばには何度か、展覧会で賞を受賞し、政府からパリ市庁舎の装飾画を描く、依頼も受けた。
1875年にブルターニュの港町、コンカルノーに住むアルフレッド・ギューの誘いを受けてコンカルノーを訪れ、それ以降何度もそこを訪れた。コンカルノーの柔らかな日差しの中で、農家の子供や若い娘を描いた。春や夏の間にスケッチした作品を冬の間にパリのスタジオで仕上げるというスタイルで製作した。

## 作品

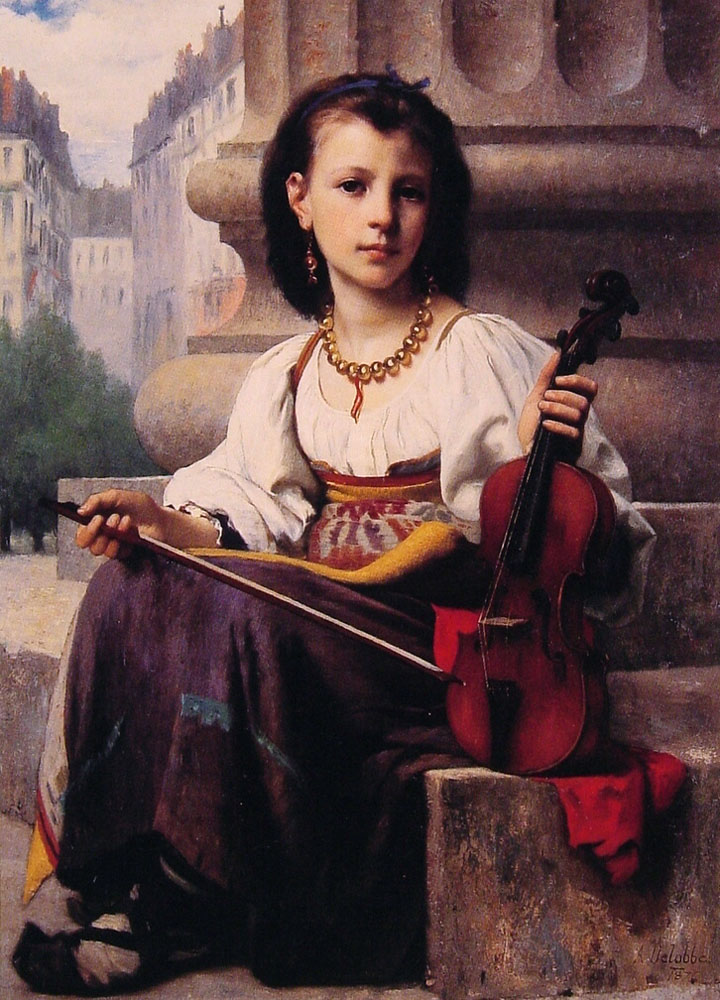
若い音楽家 (1876)
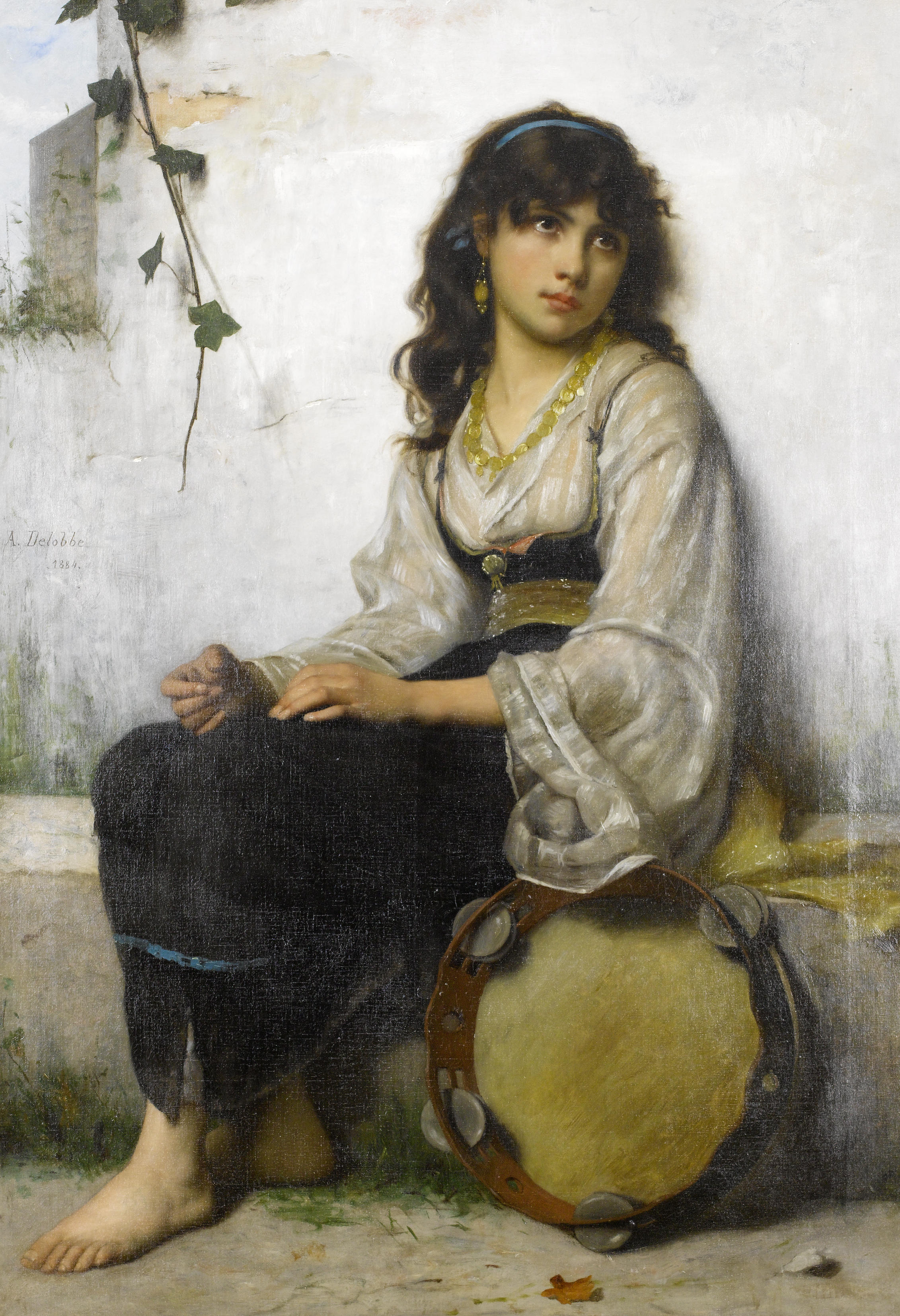
若いタンバリン奏者 (1884)
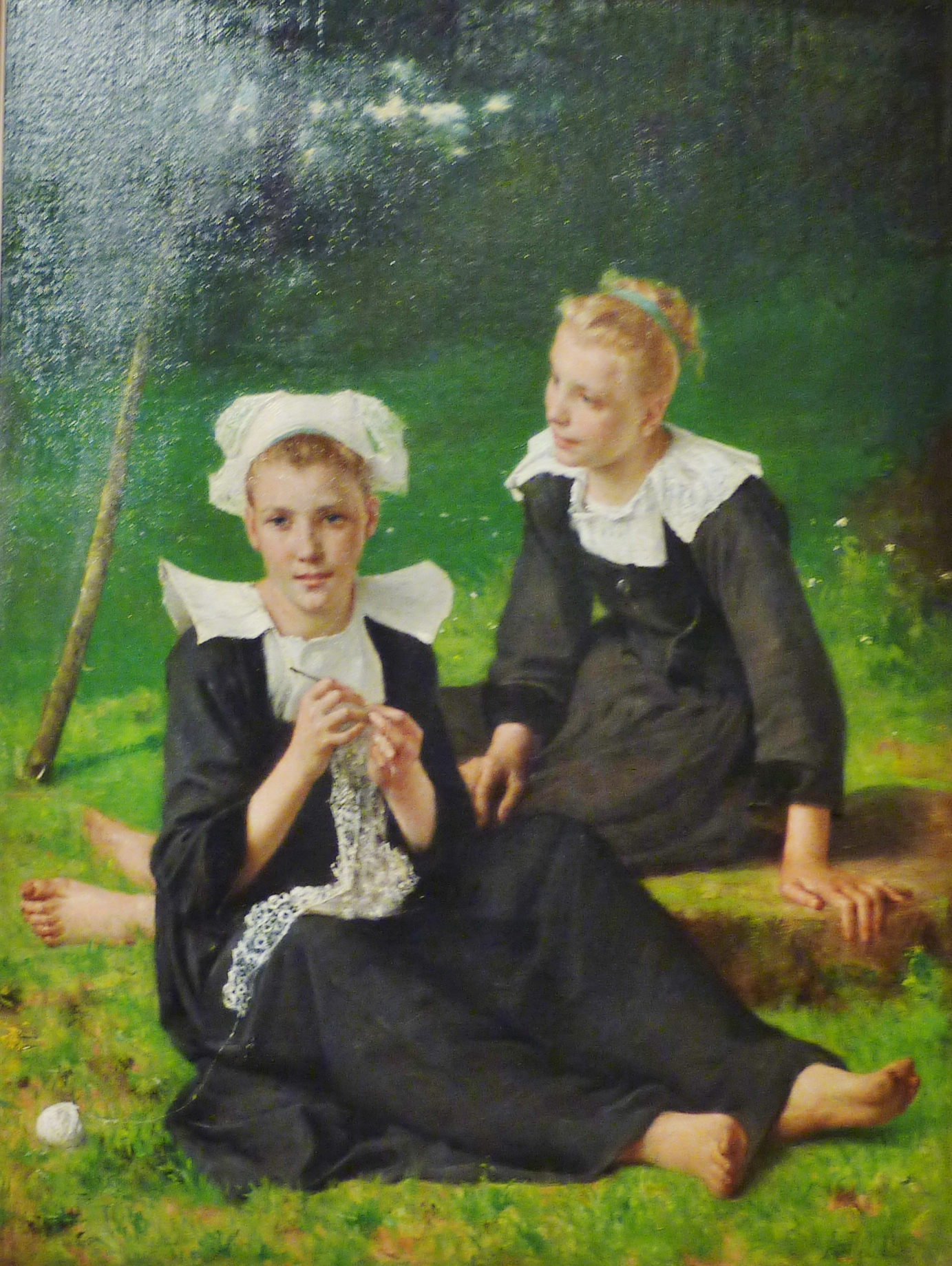
コンカルノーの編み物をする娘 (c.1905)
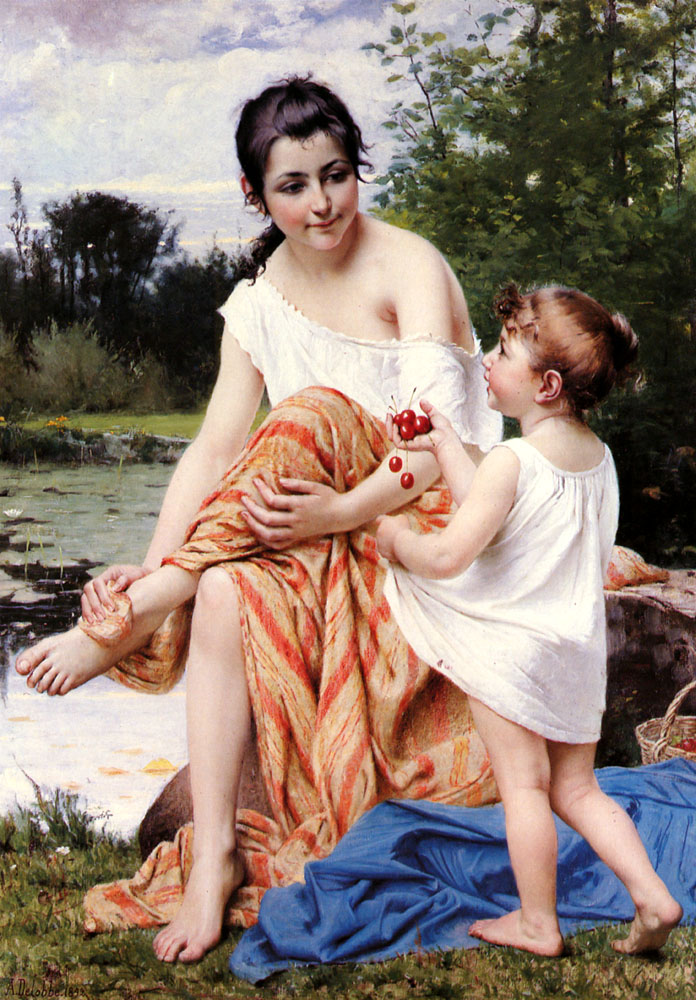
L'offrande(プレゼント)

## 関連書籍
- Henri Belbeoch, Les peintres de Concarneau, Editions Palantines (1993) ISBN 2-950468-55-1